# Cherry Pink (and Apple Blossom White)
Cherry Pink and Apple Blossom White (o Cerezo Rosa o Ciliegi Rosa o Gummy Mambo), è la versione inglese di Cerisiers Roses et Pommiers Blancs, una canzone popolare francese scritta nel 1950 con la musica di Louiguy. Vi sono anche versioni del testo in lingua inglese, scritta da Mack David, e in lingua francese, scritta da Jacques Larue, e le incisioni di entrambe sono molto popolari. Vi è poi una versione strumentale di Pérez Prado, con alla tromba Billy Regis, il cui suono si affievolisce e riprende vigore prima che riprenda la melodia, che fu la versione più popolare nel 1955, raggiungendo le dieci settimane consecutive nella classifica di Billboard.

## Storia
Divenne un disco d'oro nella certificazione delle vendite di dischi musicali.
Perez Prado aveva prima registrato questo brano come colonna sonora del film del 1955 Underwater! (titolo italiano: Il tesoro sommerso), ove l'attrice protagonista Jane Russell danza al ritmo della canzone. Billboard la classificò come prima canzone del 1955. La versione vocale più popolare negli Stati Uniti d'America fu quella del cantante Alan Dale, che raggiunse il quattordicesimo posto nella classifica del 1955 di Billiboard.
Nel Regno Unito, due versioni occuparono il primo posto nel 1955: quella di Perez Prado, che fu al primo posto per due settimane, e quella eseguita dal trombettiere inglese Eddie Calvert, che un mese dopo tenne il primo posto per quattro settimane.

Al Hirt ne diede una versione sul suo album del 1965 They're Playing Our Song.
Nel 1982, la versione vocalizzata del gruppo pop Modern Romance (arrangiamento di John Du Prez) si classificò nel Regno Unito tra le prime 20.
Nel 1961 il gruppo musicale di armoniche a bocca Jerry Murad's Harmonicats ne lanciò un proprio arrangiamento.

## Versioni registrate notevoli
- André Claveau (versione originale in francese, 1950)
- Georgia Gibbs (1951)
- Carlo Buti (in italiano, 1951)
- Luciano Tajoli (in italiano, 1951)
- Nilla Pizzi (in italiano, 1951)
- Fotis Polymeris (in greco, 1952)
- Alan Dale (1955)
- Pérez Prado (strumentale) (1955 e 1960)
- Eddie Calvert (strumentale, 1955)
- Chet Atkins 1955
- Pat Boone (1960, ottenne il primo posto nelle Filippine)
- Jerry Murad (1961)
- Lester Sterling (sotto lo pseudonimo di Mr. Versatile; strumentale) (1969)
- Claudio Villa (in italiano con testo di Leonardi, 1969) nell'album International hits vol.1 - Latin-American songs (Cetra, LPP 139)
- Norrie Paramor (per orchestra - 1977)
- Mnozil Brass (2004)
- Arthur Murray
- Bill Black's Combo
- Billy Vaughn
- Bing Crosby
- Earl Bostic
- Edmundo Ros
- Gisele MacKenzie
- Harry James
- Horst Fischer
- Hugo Montenegro
- Ivo Robić (come "Jabuke i trešnje"; croato, parole di Mario Kinel)
- James Last (per orchestra)
- John Barry
- Lawrence Welk
- Liberace
- Lou Donaldson
- Michel Legrand
- Nino Impallomeni
- Ron Livingston
- Ruben Pena
- Spike Jones (sotto lo pseudonimo "Davey Crackpot"; una parodia dell'arrangiamento di Perez Prado con George Rock alla tromba)
- Stanley Black
- The Fabulous Thunderbirds
- The Ventures
- Xavier Cugat

## Cinema
- La canzone fu musicata nel film Il tesoro sommerso (Underwater!) di John Sturges, con Jane Russell.
- L'arrangiamento di Pérez Prado fu inserito nei film Cookie, di Susan Seidelman, e Parents, di Bob Balaban, entrambi del 1989.